# Francesco Antonio Sessi

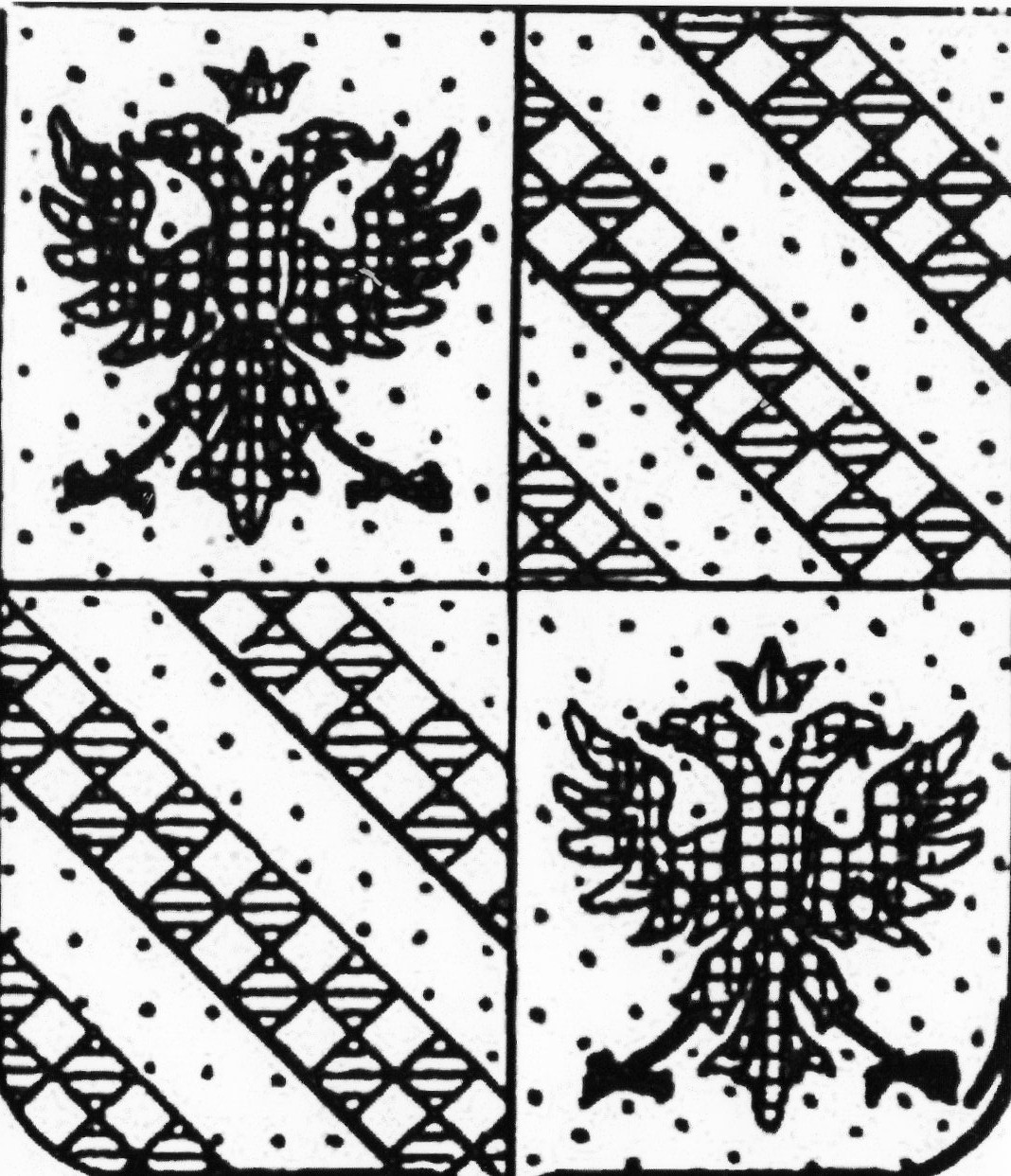
Stemma dei conti di Rolo

Francesco Antonio Sessi (1692 – Rolo, 1746) è stato un nobile italiano, secondo marchese di Rolo.

## Biografia
Era figlio di Orazio III e della marchesa Fulvia Carandini.
Alla morte del padre nel 1695, essendo i figli maschi ancora minori, la reggenza del feudo di Rolo venne assunta dalla madre Fulvia, affiancata dal cognato Ernesto II Sessi, col quale scoppiarono spesso liti famigliari riguardanti i loro diritti.
Solo nel 1716 terminò la tutela della marchesa Carandini e il feudo passò a Francesco Antonio, dopo aver diviso i beni col fratello. È ricordato per essere stato un uomo di pace e di aver restaurato i propri possedimenti.
Morì nel 1746 senza eredi maschi e venne sepolto nella chiesa di Santo Stefano a Mantova. Il feudo di Rolo passò al fratello Gaetano I.

## Discendenza
Sposò Anna da Correggio (1691-1717), figlia di Giberto da Correggio, che in quel tempo cercava di impossessarsi di nuovo  del Principato di Correggo. Ebbero tre figlie:
- Rosa, sposò Carli Campori di Modena
- Eleonora, sposò nel 1750 Fabrizio Abriani di Padova
- Teresa, sposò nel 1745 Giulio Guidi di Bagno di Mantova